# August Heinrich Mansfeld

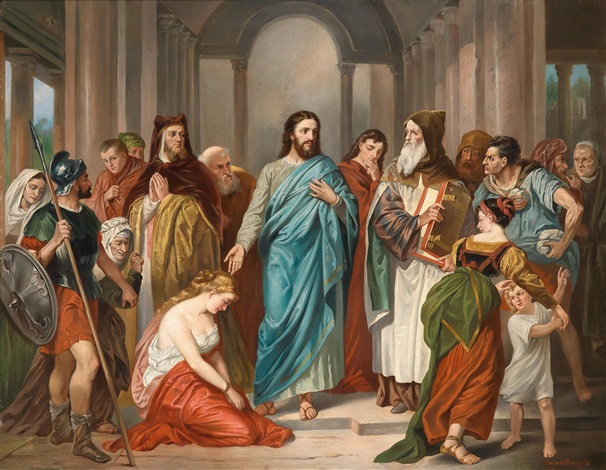
Christus und die Ehebrecherin

August Heinrich Mansfeld (* 13. März 1816 in Wien; † 21. April 1901 ebenda) war ein österreichischer Porträt-, Landschafts- und Genremaler.
Geboren als Sohn des Kupferstechers Heinrich Josef Mansfeld (1785–1866), studierte Mansfeld an der Akademie der bildenden Künste Wien. Seit 1835 nahm er an den Ausstellungen in der Wiener Kunstakademie mit Genrebildern teil. Er war auch als Porträtmaler tätig.
Daneben schuf er eine Reihe großformatiger Geschäftsschilder.
August Heinrich Mansfeld war in Wien und Dresden tätig.